# Fraseria cinerascens
Fraseria cinerascens là một loài chim trong họ Muscicapidae.